# František Ekert
František Ekert (30. října 1845 Kralovice – 20. května 1902 Praha) byl katolický kněz, historik a spisovatel. Působil v Komisi pro soupis památek Prahy od jejího vzniku v roce 1883 (1884) a jako její člen spoluvytvářel první systém památkové péče v Čechách.

## Život
Ekert studoval gymnázium v Plzni a v Praze, po vysvěcení na kněze v Praze byl kaplanem kostela Matky Boží před Týnem a pak u svatého Vojtěcha na Novém Městě v Praze. Od roku 1890 byl farářem na Karlově a od roku 1892 u Panny Marie Sněžné. V letech 1888-92 učil na gymnáziu v Ječné. Psal o církevních stavitelských památkách, o českých a pražských dějinách a vydal čtyřsvazkový soubor životopisů svatých. Přispíval do Ottova souboru „Čechy“ a do Ottova slovníku naučného, psal o Valdštejnovi a o staročeské teologické terminologii u Tomáše ze Štítného. Vydal také několik cestopisů, např. o cestě do Slovinska.

## Dílo
- Hlavní chrám svatého Víta v Praze (1880)
- Posvátná místa král. hlavního města Prahy (2 sv., 1883–1884) – popisy a historie pražských kostelů, kaplí atd.
- Postní kázání (1887)
- Výlet Čechů na Slovinsko: Vzpomínky a obrázky z utěšené cesty (1888)
- Církev vítězná, životopisy svatých (4 sv., 1892–1897)